# Pilori d'Aguiar da Beira
Le pilori d'Aguiar da Beira est un ancien pilori situé dans la freguesia de Aguiar da Beira e Coruche (pt), sur le territoire de la municipalité de Trancoso (district de Guarda, Portugal).
Il est classé Monument national depuis 1910. 

## Historique
En 1120, Mathilde de Savoie ou Alphonse Ier émit une charte pour le territoire. Ce titre administratif fut réformé en 1258 sous le règne de Alphonse III. Mais en 1512, le roi Manuel Ier renouvela le foral, en même temps que le pilori fut installé ou réinstallé. 

## Caractéristiques
Le pilori est situé au milieu de la place principale, au cœur de la partie historique de la ville qui comprend diverses structures architecturales importantes, datant du Moyen Âge. 
La structure en granite repose sur une base octogonale à quatre niveaux avec rebord, d'où s'élève une colonne octogonale sur une base carrée biseautée, avec un anneau en fer à mi-hauteur. Le chapiteau est décoré d'un anneau sous-sectionnel et surmonté d'une cage, sa partie inférieure étant en forme de pyramide tronquée inversée avec anneaux. La pyramide octogonale inversée en forme de chapeau, dont la base est décorée d'anneaux incisés et couronnée d'une sphère armillaire, est ornée d'anneaux et de demi-sphères. 